# (204) Kallisto
(204) Kallisto – planetoida z pasa głównego asteroid.

## Odkrycie
Została odkryta 8 października 1879 roku w Austrian Naval Observatory (Pula, półwysep Istria) przez Johanna Palisę. Nazwa planetoidy pochodzi od Kallisto, córki Likaona, króla Arkadii w mitologii greckiej. Kallisto to również nazwa jednego z księżyców Jowisza.

## Orbita
(204) Kallisto okrąża Słońce w ciągu 4 lat i 136 dni w średniej odległości 2,67 j.a.